# أسترا في الفضاء
أسترا في الفضاء (باليابانية: 彼方のアストラ، بالروماجي: Kanata no Asutora) (بالإنجليزية: Astra Lost in Space) هي سلسلة مانغا يابانية من تأليف كينتا شينوهارا، نشرت على الأنترنت من مايو عام 2016 حتى ديسمبر عام 2017، من قبل شوئيشا في مجلة شونن جمب +، تم تجميع المانغا في 5 مجلدات تانكوبون. اقتبست إلى أنمي تلفزيوني من قبل استوديو ليرتشي، عرض الأنمي في 3 يوليو عام 2019 واستمر عرضه حتى 18 سبتمبر عام 2019.

## القصة
تدور أحداث القصة في عام 2063، حيث أصبح السفر إلى الفضاء ممكناً وقابلاً للتطبيق، تغادر مجموعة من طلاب مدرسة كايرد الثانوية إلى معسكر في كوكب قريب. بعد وقت قصير من وصول المجموعة إلى الكوكب، يواجه الأطفال التسعة مجال ضوئي غامض، يهاجمهم وينقلهم إلى أعماق الفضاء. يطفون في مدار حول كوكب غير معروف، يكتشفون مركبة فضائية قديمة مهجورة، قرروا استخدامها للعودة إلى المنزل.

## الشخصيات
كاناتا هوشيجيما (باليابانية: カナタ・ホシジマ، بالروماجي: Hoshijima Kanata)
مؤدي الصوت:يوشيماسا هوسويا
أريز سبرينغ (باليابانية: アリエス・スプリング، بالروماجي: Ariesu Supuringu)
مؤدية الصوت: إينوري ميناسي
زاك والكر (باليابانية: ザック・ウォーカー، بالروماجي: Zakku Wōkā)
مؤدي الصوت: شونسكي تاكيوتشي
كيتوري رافايري (باليابانية: キトリー・ラファエリ، بالروماجي: Kitorī Rafaeri)
مؤدية الصوت: تومويو كوروساوا
فونيشيا رافايري (باليابانية: フニシア・ラファエリ، بالروماجي: Funishia Rafaeri)
مؤدية الصوت:هينا كينو
ريكا إيسوبوجيتو (باليابانية: ルカ・エスポジト، بالروماجي: Ruka Esupojito)
مؤدي الصوت: ريساي ماتسودا
أولغار زويغ (باليابانية: ウルガー・ツヴァイク، بالروماجي: Urugā Tsuvaiku)
مؤدي الصوت: كوكي أوتشياما
يونفا رو (باليابانية: ユンファ・ルー، بالروماجي: Yunfa Rū)
مؤدية الصوت: ساوري هايامي
تشاروسو راكوروا (باليابانية: シャルス・ラクロワ، بالروماجي: Sharusu Rakurowa)
مؤدي الصوت: نوبوناغا شيمازاكي
بولينا ريفينسكايا (باليابانية: ポリーナ・リヴィンスカヤ، بالروماجي: Porīna Rivinsukaya)
مؤدية الصوت: هيتومي ناباتامي

## وصلات خارجية
- موقع الأنمي الرسمي باللغة اليابانية
- أسترا في الفضاء على موقع ANN manga (الإنجليزية)